# Fairview Heights (Illinois)
Fairview Heights je grad u američkoj saveznoj državi Ilinois. Prema popisu stanovništva iz 2010. u njemu je živjelo 17.078 stanovnika.